# Otaniemi
Aussi appelé Otnäs en suédois, Otaniemi est un quartier d'Espoo situé près de la frontière maritime que cette commune de Finlande partage avec Helsinki, la capitale. Partie du super-district appelé Suur-Tapiola, il accueille le siège social de plusieurs entreprises cotées à la bourse d'Helsinki, parmi lesquelles Nokia.

## Situation
Otaniemi compte 3 972 habitants (31.12.2016).
Otaniemi est situé sur la rive occidentale d'un bras de mer du golfe de Finlande composé de plusieurs baies se succédant les unes aux autres. Deux d'entre elles bordent le district et dessinent ses limites orientales. La plus pratique est Keilalahti, au sud-est, car elle communique directement avec le reste du golfe et de la mer Baltique tout en offrant le meilleur accès à l'autre baie, au nord-est, à savoir Laajalahti.

## Transports

### Métro
Otaniemi est desservi par la station de métro Université Aalto et la station de Keilaniemi.

### Liaisons routières
La ceinture Kehä I longe Otaniemi qui se situe à proximité de l'extrémité de la Länsiväylä. 
La liaison autoroutière la plus directe entre le centre-ville d'Helsinki et Otaniemi passe par l'extrémité ouest de la Länsiväylä et de la Kehä I.
De plus, la Kuusisaarentie relie Munkkiniemi à Otaniemi.

## Entreprises et centres de recherche
Otaniemi est la terre d'accueil de nombreuses institutions d'importance pour l'innovation technologique en Finlande. Le quartier accueille en effet l'Université technique d'Helsinki, l'incubateur d'entreprises Innopoli,  A Grid et une grande partie des bâtiments du Centre de recherche technique de Finlande.
On y relève également le siège social de plusieurs grandes entreprises finlandaises, parmi lesquelles Fortum, Kone, Neste Oil et Nokia. 
Les multinationales étrangères y sont également très bien représentées, par exemple Microsoft. Toutes ces implantations confèrent au quartier une atmosphère spéciale à laquelle l'importante population étudiante et l'architecture d'Alvar Aalto contribuent également.
Otaniemi a acquis une reconnaissance internationale dans les technologies de l'information et de la communication grâce à Nokia, mais il contient également de nombreuses autres grappes technologiques de pointe, des logiciels  (ex Tieto, Pöyry ...) , ainsi que la nanotechnologie et la microélectronique ou l'instrumentation (Detection Technology, etc.).

## Galerie

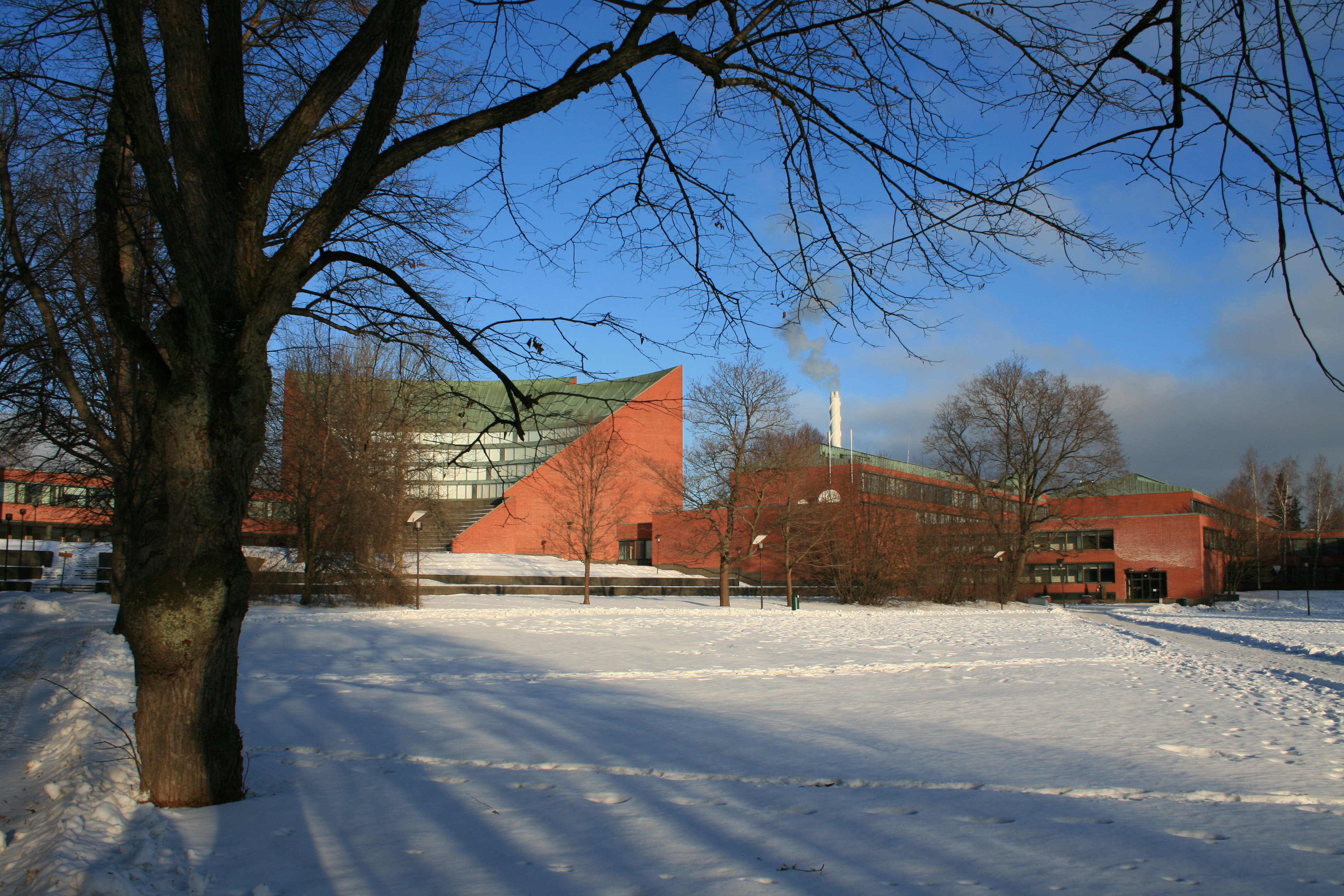
Le Bâtiment principal de l'Université Aalto.
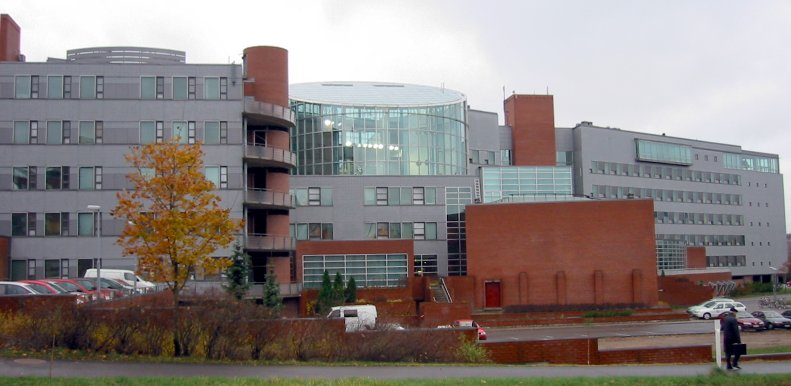
Innopoli.
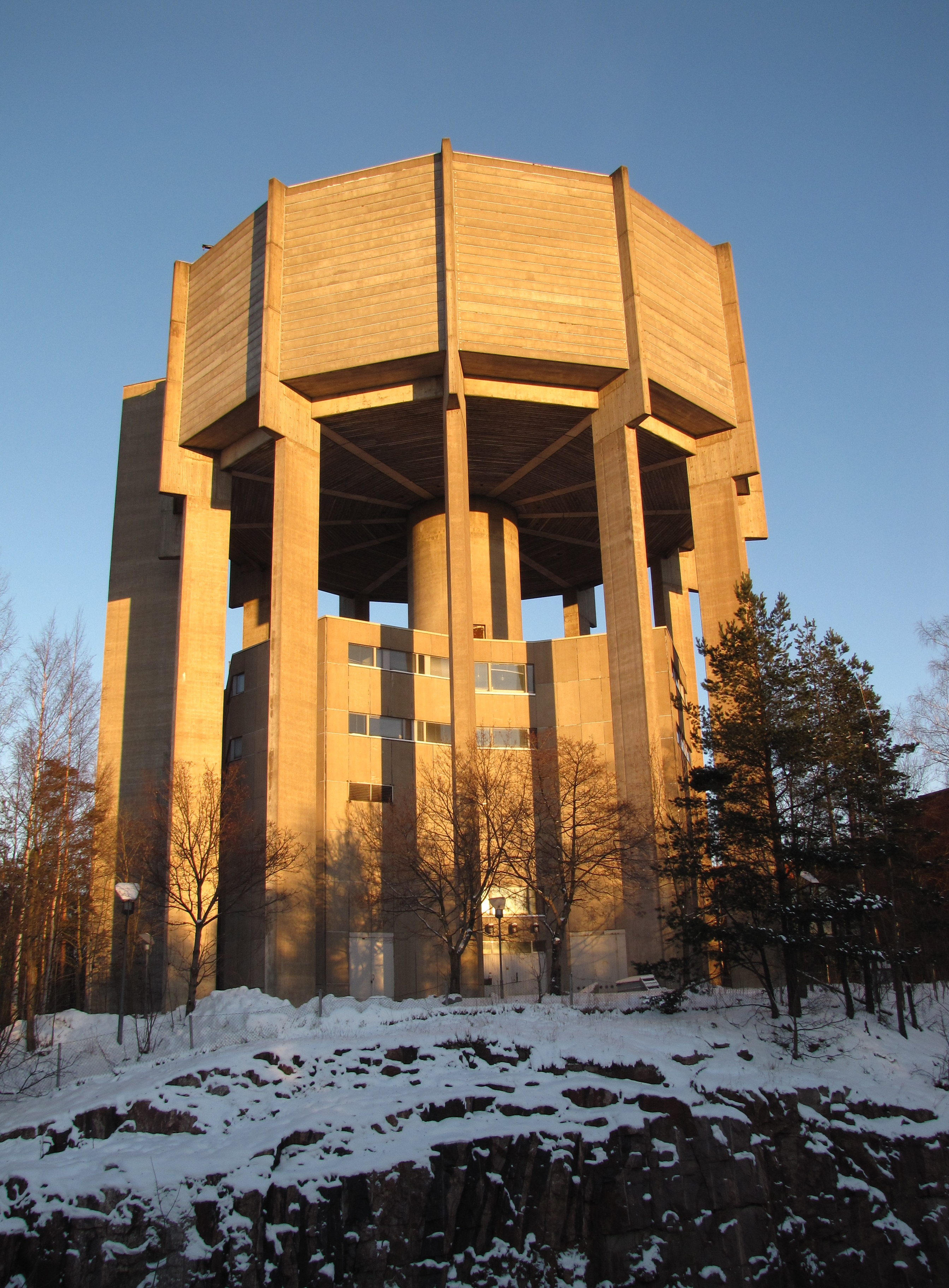
Le château d'eau.
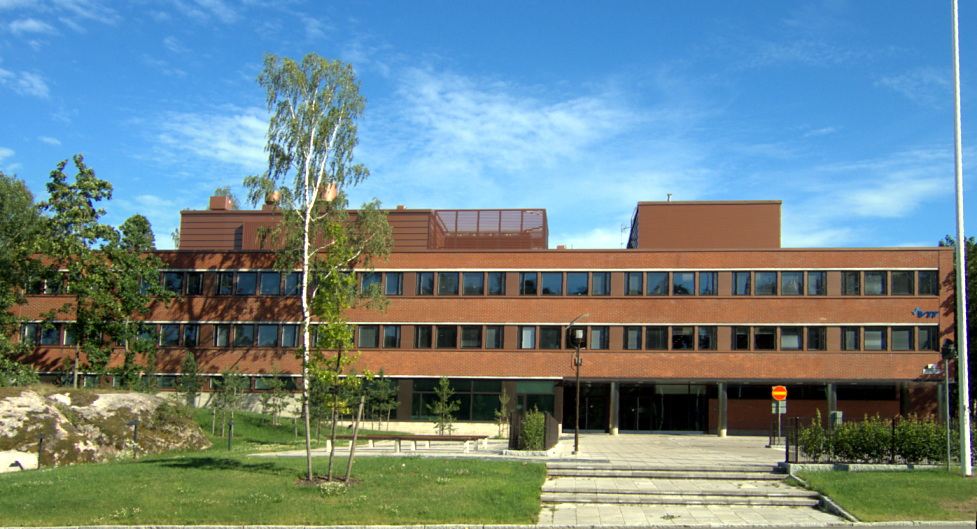
Le bâtiment principal du VTT.
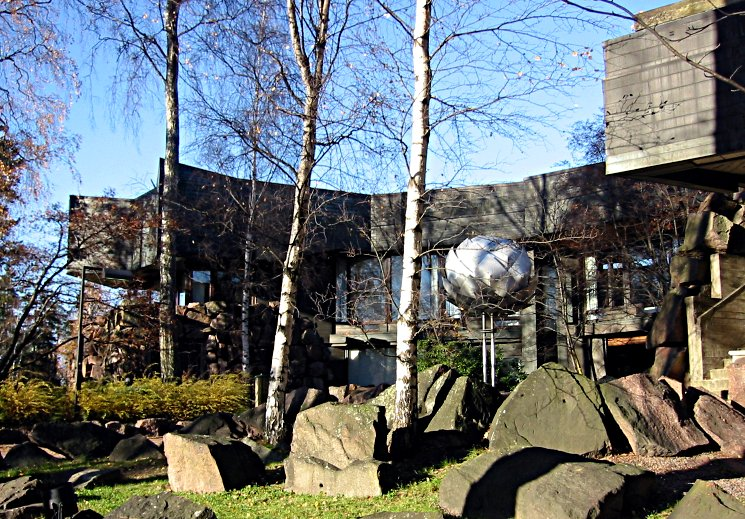
Dipoli.
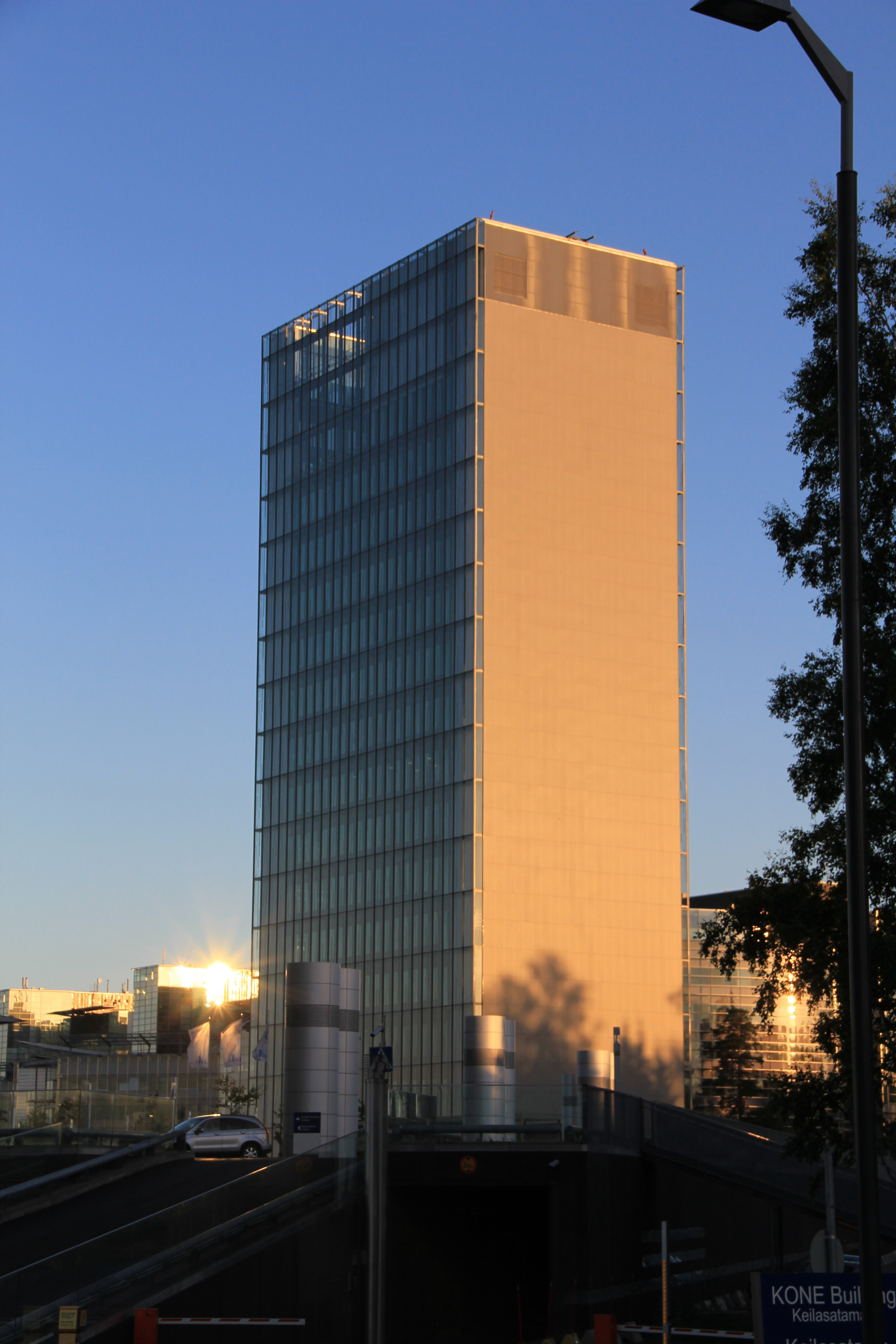
Tour de Kone.
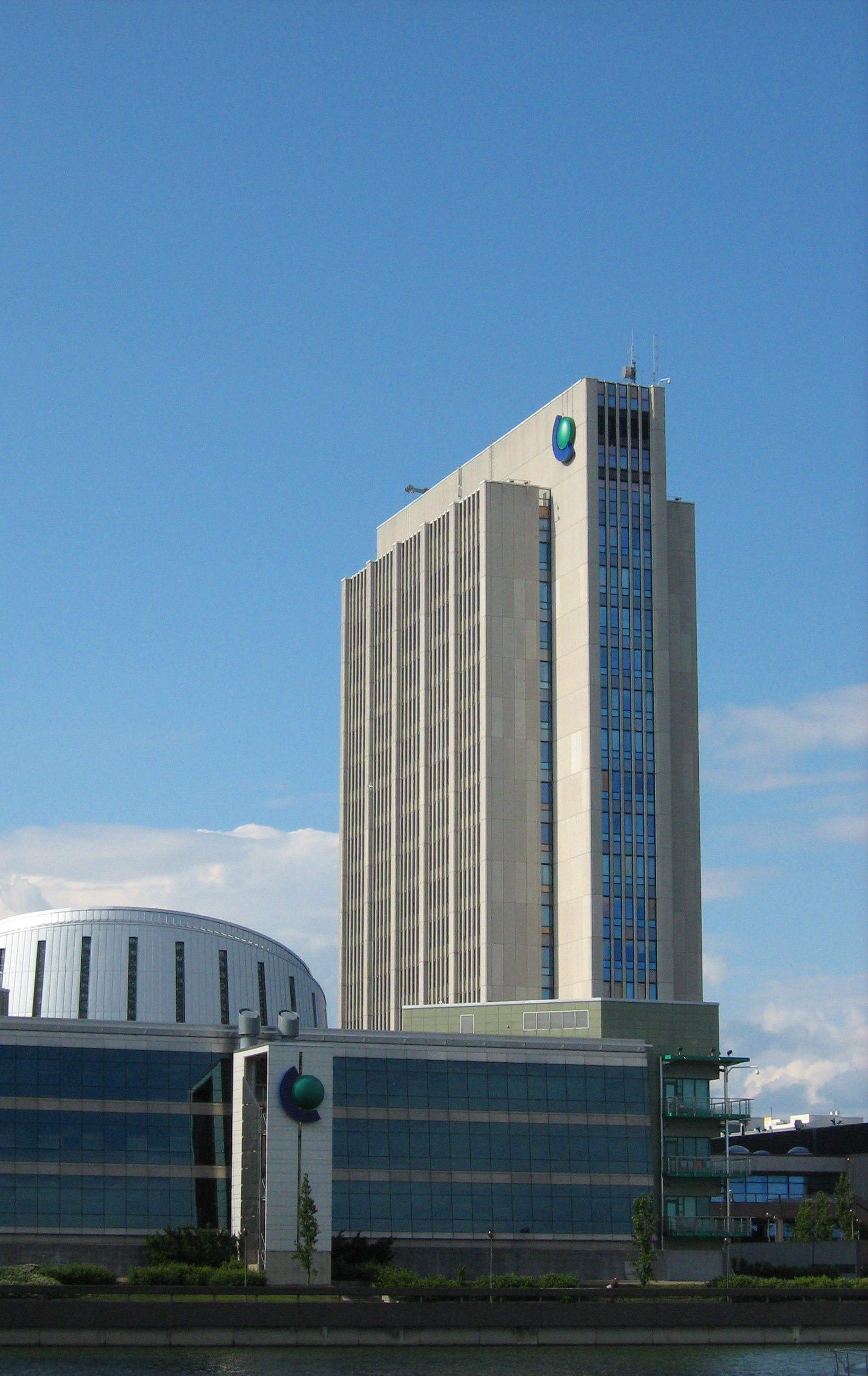
Siège de Fortum
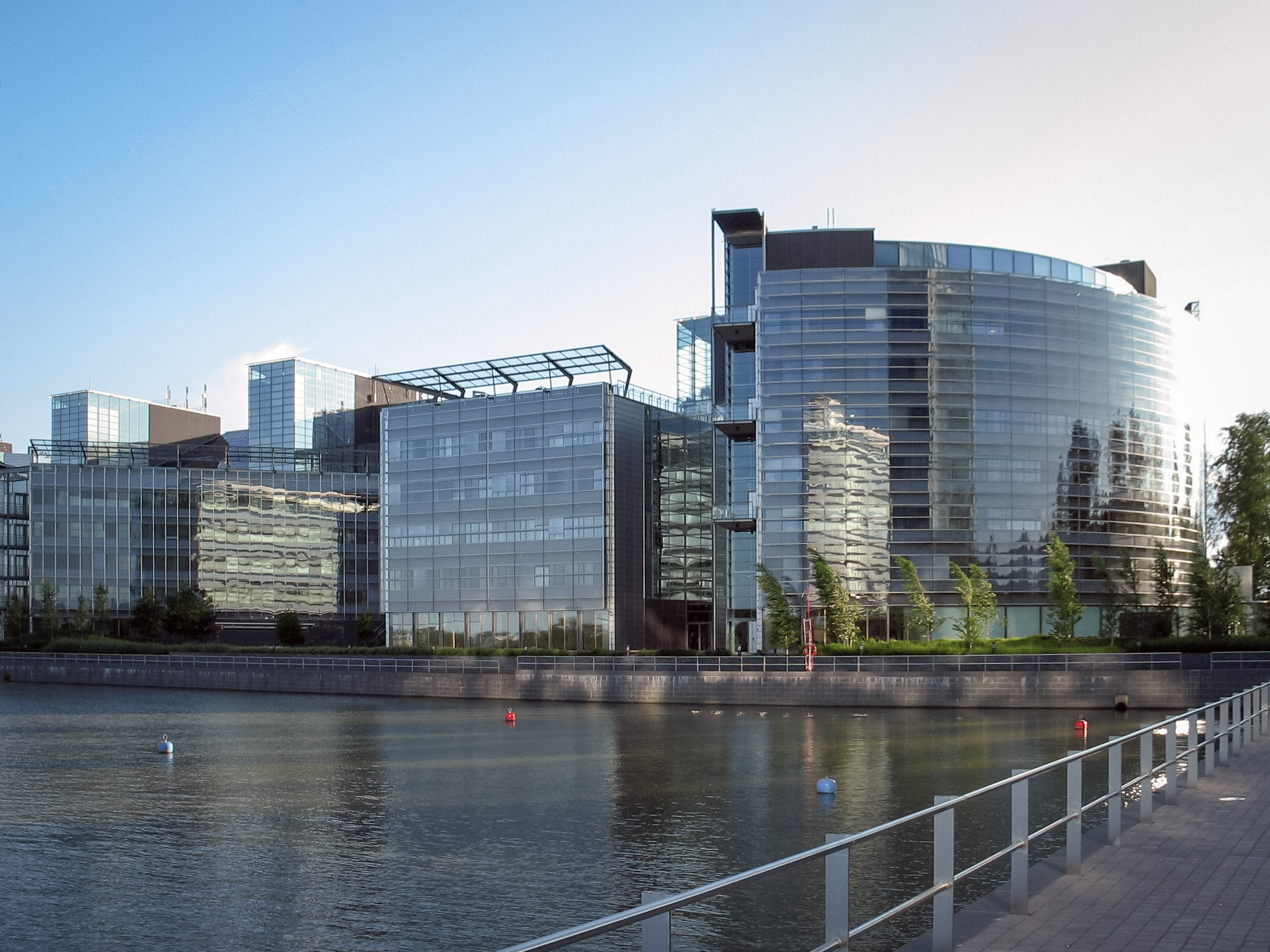
Campus de Tieto à Keilalahti
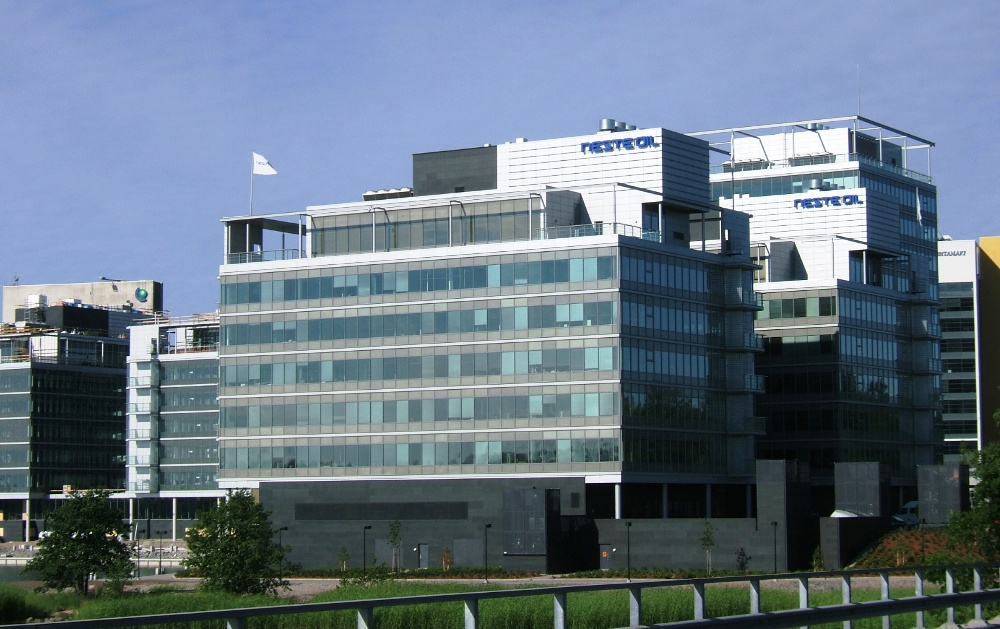
Siège de Neste à Keilaniemi.